# Antínoo Mondragone
El Antínoo Mondragone es un busto de mármol del tipo Mondragone del deificado Antínoo, de 95 cm de altura. Esta cabeza colosal se hizo en algún momento entre el 130 y el 138 d. C. y luego se cree que fue redescubierta a principios del siglo XVIII, cerca de las ruinas de la ciudad romana de Tusculum. Después de su descubrimiento, se alojó en la Villa Mondragone como parte de la colección Borghese y, en 1807, fue vendida a Napoleón Bonaparte; se conserva en el Museo del Louvre de París, Francia.
Esta escultura acrolítica fue realizada durante el reinado del emperador Adriano, quien gobernó desde el año 117 d. C. hasta su muerte en el año 138 d. C. Es ampliamente aceptado que Adriano había mantenido al bello esclavo Antínoo como su amante. Sin embargo, esta relación no acumuló mucha documentación, por lo que gran parte de los detalles se desconocen. Como resultado, existen diversas teorías sobre el tema, así como sobre la controvertida muerte de Antínoo en el 130 d. C.
La estatua fue producida como una de las muchas obras de arte realizadas para el culto a Antínoo, un culto que Adriano instauró debido al dolor por la muerte del joven. De los tres tipos distintos de estatuas de culto de Antínoo, esta pieza pertenece al tipo Mondragone, que puede identificarse por el peinado único que funciona como referencia al dios griego Dioniso.

## Sujeto

### Antínoo y Adriano

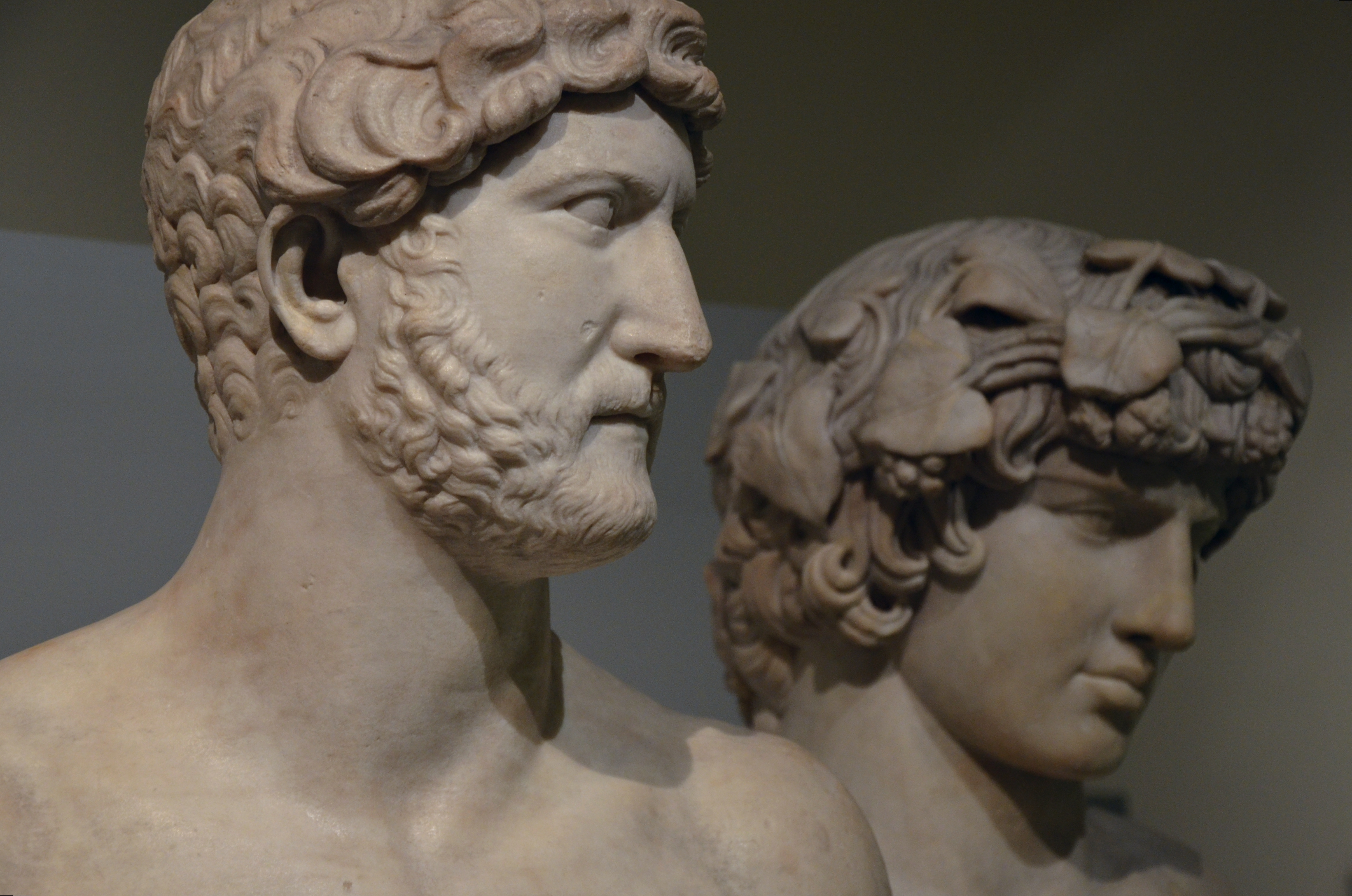
Bustos del Museo Británico de Adriano (izquierda) y Antínoo (derecha), ambos parte de los Mármoles Townley.

Antínoo era un joven de Bitinio (Claudiopolis), Bitinia, y fue llevado muy joven a Roma, no hay mucha información sobre su vida anterior o familia. El primer encuentro de Antínoo y Adriano ha suscitado numerosas teorías; Hay muchos rumores y suposiciones sobre las muchas formas en que sus caminos pueden haberse cruzado antes de que los registros muestren que estaban juntos. Sin embargo, es ampliamente reconocido que la relación carnal de Adriano con Antínoo no comenzó hasta que este se encontraba entre mediados y finales de su adolescencia. En términos griegos, su relación era de naturaleza pederasta; una relación sexual entre un hombre adulto y un adolescente. En términos de los ideales romanos, no había ningún problema con una relación entre dos hombres, siempre y cuando uno de los hombres no fuera un ciudadano romano. Basándose en las numerosas representaciones de Antínoo, los historiadores han concluido que tenía entre 18 y 20 años cuando murió, por lo tanto, nació alrededor del 110 al 112 d. C.
La historia de la muerte de Antinoo en el año 130 d. C. es, en el mejor de los casos, dudosa, no hay una historia concreta sobre su muerte y no faltan especulaciones sobre el tema. Sin embargo, la más aceptada es que se ahogó accidentalmente en el río Nilo, según lo contado por Adriano, aunque se habla mucho de un autosacrificio voluntario de Antínoo por el bien de Adriano, o un sacrificio forzado por parte de Adriano para el mismo fin. En general, la especulación sobre este tema en particular es amplia.

### Culto de Antínoo
El culto a Antínoo fue vivo y duradero, incluso más que el culto imperial de Adriano, especialmente en la parte oriental del imperio. También estaba más extendido, como lo demuestra el hecho de que la imagen de Antínoo es una de las más famosas de la Antigüedad y una de las más habituales en la Antigüedad clásica, junto con la de los emperadores Adriano y Augusto. Se centró en Alejandría y Asia Menor, pero hay rastros de veneración o influencia de su culto, incluso en lugares como la costa norteafricana. Antinoópolis, en Egipto, fue el centro principal del culto a Antínoo; aquí se construyeron dos templos para su veneración. Hubo muchos lugares donde tenía cultos sustanciales que poseían templos y sacerdocios, como Hermópolis, Oxirrinco y Tebtunis. Había al menos trece ciudades que honraban a Antínoo en la Grecia continental, y en el Peloponeso grupos de culto dispersos por toda esta región. En Mantinea, Antínoo era considerado una especie de dios local, y tenían dos templos para mostrar su veneración hacia él. Se ha descubierto que Atenas tenía al menos cuatro esculturas, entre muchas otras formas para expresar su devoción al dios Antínoo. El lugar de nacimiento de Antínoo, Bitinia, ubicada en Asia Menor, fue donde se desarrolló uno de los cultos más grandes y vigorosos. En Asia Menor, había alrededor de 27 ciudades conocidas que tienen evidencia de honrar al dios Antínoo, como Esmirna, Nicomedia y Taros. En Italia, se sabe que hubo al menos diez áreas que expresaron algún tipo de culto a Antínoo, con evidencia de siete templos en su honor. Además, la zona donde se encontró la cabeza Mondragone en el siglo XVIII está cerca de la ubicación de la ciudad romana de Tusculum. El culto generalizado de Antínoo como dios y el uso generalizado de su imagen demuestra haber ayudado a algún tipo de unión o colaboración entre los ámbitos greco, romano y egipcio.

## Descripción

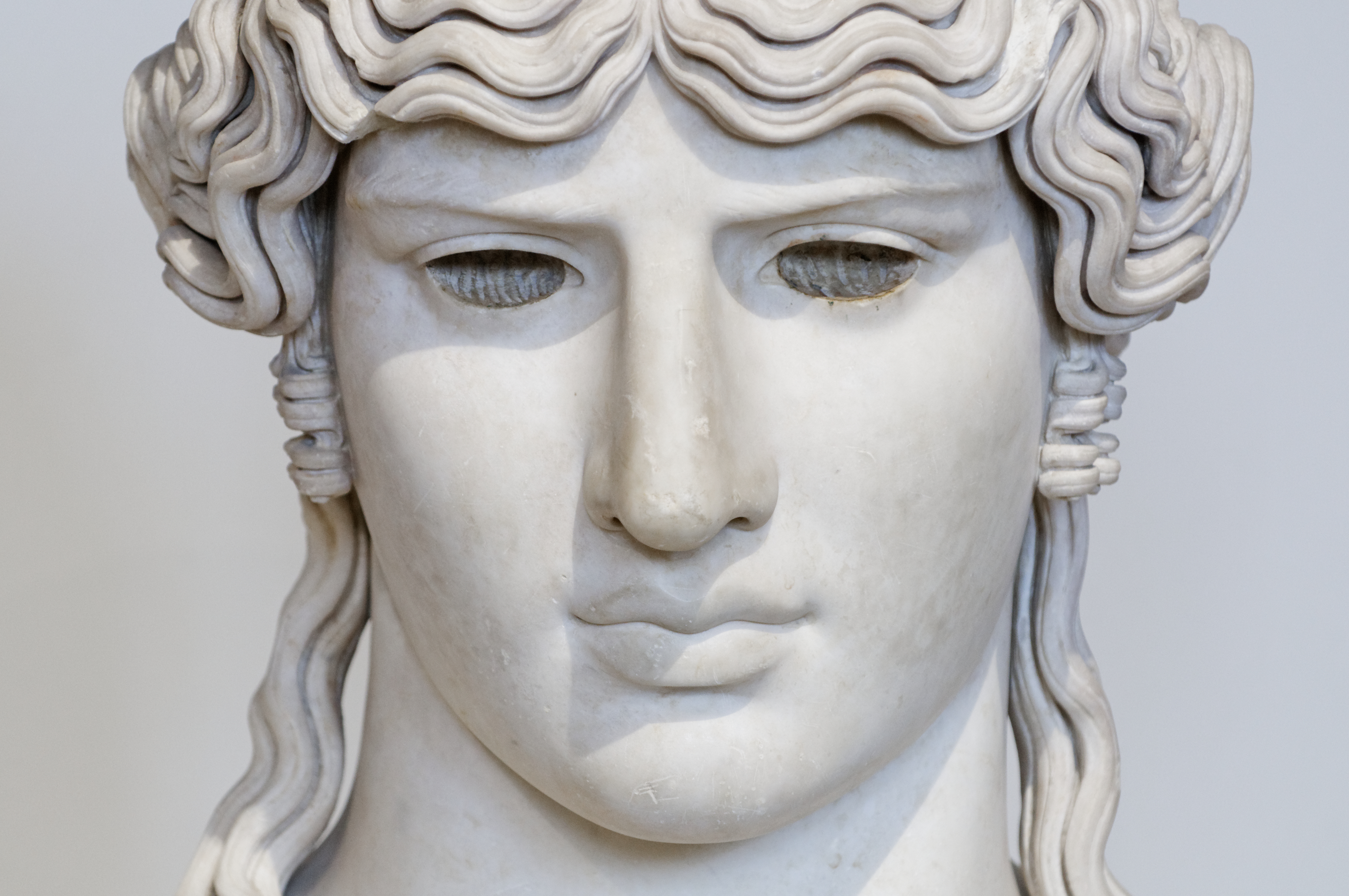
Vista frontal en primer plano de Antínoo Mondragone en el Louvre.

Esta escultura se identifica como Antínoo por los labios carnosos y fruncidos, la expresión sombría y la torsión de la cabeza hacia abajo y hacia la derecha (que recuerda a la de la Atenea Lemnia), mientras que su piel suave y su cabello largo con raya central elaboradamente dispuesto evocan los de las imágenes helenísticas de Dioniso (siendo su equivalente romano Baco) y Apolo. Los mechones laterales de cabello que se ven a ambos lados de esta cabeza de Antínoo también se pueden encontrar en Dioniso, fomentando una conexión entre los dos a través del peinado. El antiguo geógrafo Pausanias fue el único escritor que proporcionó algún tipo de "indicadores" iconográficos, y descubrió que había similitudes en algunas figuras de Antínoo, como el Antínoo de Mantinea, y Dioniso.
La cabeza Mondragone formaba parte de una colosal estatua de culto acrolítica para el culto a Antínoo como dios. Las estatuas acrolíticas se hacían mediante una técnica en la que los artistas utilizaban una combinación de madera y algún tipo de piedra para construir sus esculturas. En el caso del Antínoo Mondragone, el mármol fue la piedra elegida. El mármol sólo se habría utilizado donde las partes del cuerpo eran visibles, en lugares como la cabeza o los miembros, donde el mármol representaría la carne, mientras que la madera se habría utilizado para elaborar las partes vestidas de la estatua y luego, según las posibilidades, pintada o recubierta con pan de oro. Se dice que esta técnica se utilizó con más frecuencia en áreas donde el costo de los materiales finos, como el mármol, puede haber sido demasiado costoso o no estar fácilmente disponible.

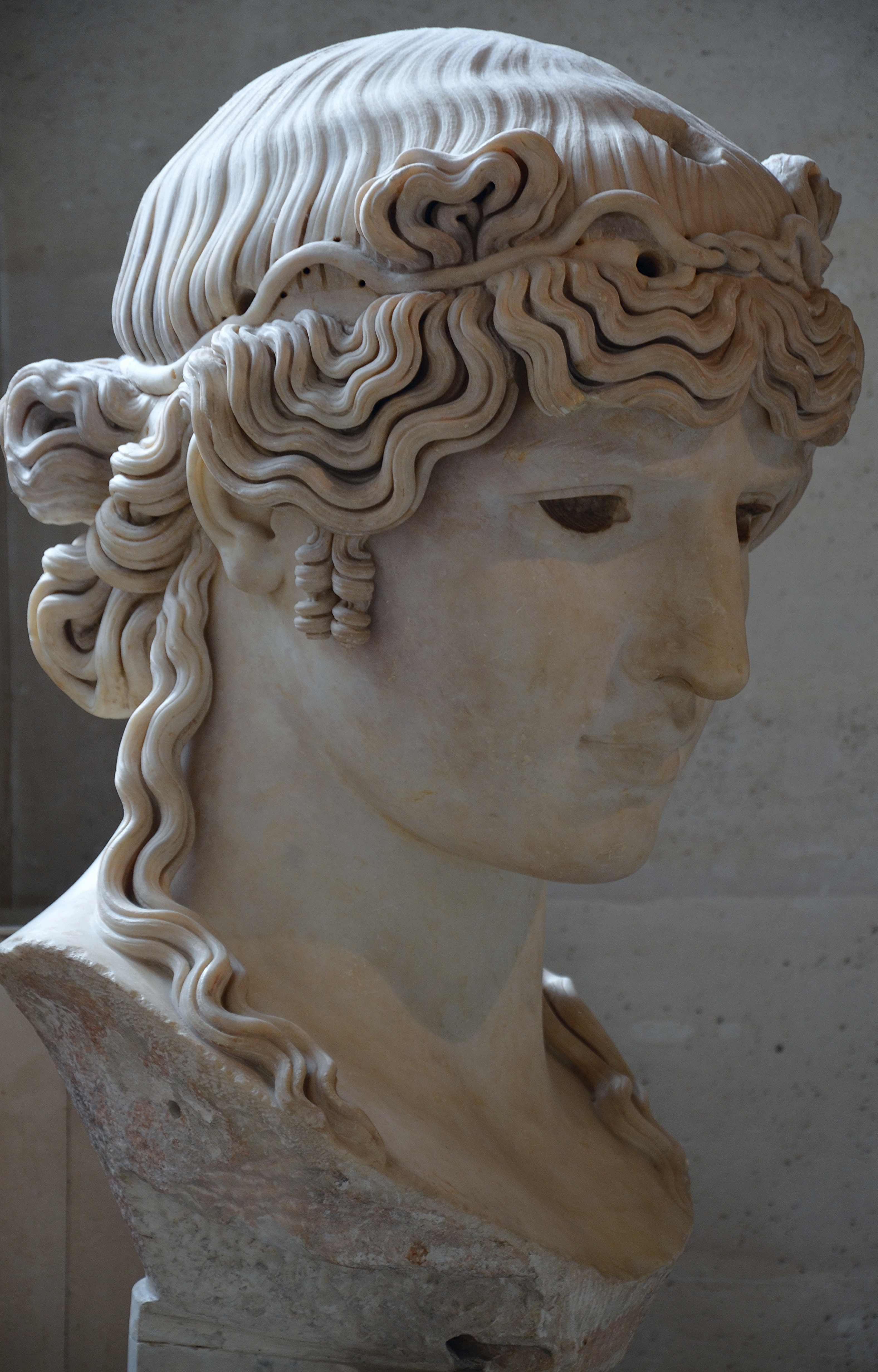
Una vista lateral de la cabeza Mondragone muestra los agujeros, junto con las enredaderas restantes de la guirnalda faltante.

Muestra treinta y un agujeros de tres tamaños diferentes para la fijación de algún tipo de guirnalda (posiblemente de hojas de hiedra o de vid) en metal. Este adorno para la cabeza actuaría como una especie de tenia, una cinta larga de tela que los griegos ataban alrededor de la cabeza durante los festivales, y que también solía mostrarse así atada en las tallas de culto. Los ojos incrustados de la escultura se han perdido; sin embargo, se cree que fueron elaborados en bronce, marfil o algún tipo de piedra de color.

### Estilo
La mayor parte de las representaciones artísticas de Antínoo se suelen clasificar en uno de tres estilos distintos; el tipo Principal, el tipo Egipcianizante o el tipo Mondragone. El tipo Principal o severo incluye dos variantes; variante A y variante B, las cuales se pueden diferenciar observando la disposición de los mechones de cabello en la frente. El tipo egipcianizante, al igual que el tipo Mondragone, ayuda a transmitir la idea de que no existía un modelo único para la imagen de culto de Antínoo. El tipo egipcianizante es visualmente obvio en la iconografía como influenciada o hecha en Egipto; el Antínoo en la Villa Adriana en Tívoli es un ejemplo de este estilo particular. Si bien los tres tipos tienen diferencias iconográficas, las representaciones de Antínoo están influenciadas o utilizan iconografía propia de dioses jóvenes, como Dioniso o Apolo. La historiadora Caroline Vout sostiene que sin esos préstamos iconográficos, la imagen de culto de Antínoo consistiría simplemente en otro niño bonito de la Roma imperial.

## Procedencia
En 1618-1619, la galería del Palacio Mondragone comenzó a implementar pedestales para las antigüedades expuestas, incluidos sus bustos colosales. Estos bustos se exhibían en parejas de figuras masculinas y femeninas que a menudo generaban desacuerdos en términos de a quién representaban; la figura masculina que se suponía era una representación de Julio César fue reemplazada por la cabeza Mondragone después de su recuperación de la tierra. Se dice que se encontró cerca de Tusculum, específicamente en Frascati, entre 1713 y 1729 y ciertamente se exhibió como parte de la colección Borghese en su Villa Mondragone allí. Sin embargo, se ha argumentado en contra de estas fechas basándose en que se registró que la cabeza de Antínoo había sido vista en la galería décadas antes, en 1687, por Nicodemus Tessin el Joven, un arquitecto sueco que había visitado la villa.
En 1807 fue comprada junto con gran parte de las colecciones Borghese por Napoleón; la cabeza de Antínoo se vendió por uno de los precios más altos de toda la colección. Algún tiempo después, se añadió una capa de cera marrón para darle un acabado opaco, junto con yeso alrededor de la base del cuello para que la estatua pareciera más completa; ambos fueron eliminados en una limpieza a finales del siglo XX. Se exhibe en el Museo del Louvre, aunque realizó una gira por el Instituto Henry Moore, Leeds en 2006 para la exposición "Antínoo: El rostro de lo antiguo", y regresó al Reino Unido para la exposición del Museo Británico "Adriano: Imperio y Conflicto" en 2008.

## Interpretación académica
El historiador del arte del siglo XVIII, Johann Winckelmann, lo hizo más conocido al elogiarlo en su Historia del arte antiguo, llamándolo "la gloria y la corona del arte en esta época y en otras" y "tan inmaculado que parece recién salido de las manos del artista". Esto se debió a que, aunque de época romana, se hacía eco del estilo griego del siglo V a. C. que Winckelmann prefería al arte romano.